# To the End
"To the End" é uma canção escrita por Damon Albarn, Graham Coxon, Alex James e Dave Rowntree, gravada pela banda Blur.
É o segundo single do terceiro álbum de estúdio lançado a 25 de Abril de 1994, Parklife.